# Marianne Saam
Marianne Saam (* 29. Dezember 1976 in Frankfurt am Main) ist eine deutsche Ökonomin.

## Leben
Marianne Saam studierte an der Goethe-Universität Frankfurt, wo sie 2006 promoviert wurde und sich 2014 habilitierte. Sie wirkte von 2005 bis 2017 im Forschungsbereich „Digitale Ökonomie“ des Zentrums für Europäische Wirtschaftsforschung (ZEW) in Mannheim und leitete dort verschiedene Forschungsprojekte. Von 2017 bis 2021 war sie Professorin für Innovationsökonomik und Innovationspolitik an der Ruhr-Universität Bochum. Seit 2021 ist sie Professorin für Volkswirtschaftslehre, insbesondere Digitale Wirtschaftswissenschaft am Fachbereich Sozialökonomie der Universität Hamburg und leitet den Programmbereich „Open Economics“ an der ZBW – Leibniz-Informationszentrum Wirtschaft.
Ihre Forschungsschwerpunkte sind Wirtschaftswachstum und Innovation, insbesondere mit Faktorsubstitution, immateriellen Investitionen und Digitalisierung.

## Schriften (Auswahl)
- mit Rainer Klump: Calibration of normalised CES production functions in dynamic models. Mannheim 2006.
- mit Katja Coneus und Johannes Gernandt: Noncognitive skills, Internet use and educational dropout. Mannheim 2008.
- mit Michael E. Kummer, Iassen Halatchliyski und George Giorgidze: Centrality and content creation in networks. The case of German Wikipedia. Mannheim 2012.
- mit Thomas Niebel und Mary O’Mahony: The contribution of intangible assets to sectoral productivity growth in the EU. Mannheim 2013.